# Kujten Uul
Le Kujten Uul, anciennement Nayramadlin Orgil, est une montagne située dans le massif du Tavan Bogd dans l'Altaï entre l'aïmag de Bayan-Ölgiy en Mongolie, dont il est le point culminant, et la région autonome du Xinjiang en Chine. Il se trouve à proximité du mont Béloukha (Russie) qui domine l'Altaï. Sa première ascension daterait de 1963. La voie normale pour le sommet part du vaste glacier Potanine au nord.

## Toponymie
Le Kujten Uul (Хүйтний оргил), le « sommet froid », était autrefois appelé Nayramadlin Orgil (Найрамдал оргил), le « sommet de l'amitié », en mongol. En russe, son nom est Kouïten-Ououl (Куйтэн-Уул), tandis qu'il est Youyi Feng (友谊峰) en chinois. Il est souvent associé au Tavan Bogd Uul, un sommet pourtant distinct culminant à 4 082 mètres d'altitude et marquant le tripoint avec la Russie, ou avec son chaînon, le Tavan Bogd (les « cinq saints »),,.

## Géographie
Le Kujten Uul est situé à l'extrême ouest de la Mongolie, dans le sum d'Ulaankhus de l'aïmag de Bayan-Ölgiy, et au Nord-Ouest de la Chine, dans la préfecture d'Altay de la région autonome du Xinjiang, sur la frontière séparant les deux pays et à moins de trois kilomètres au sud du tripoint avec la Russie. Il se trouve à 600 kilomètres au nord d'Ürümqi et 1 400 kilomètres à l'ouest d'Oulan-Bator, respectivement capitales du Xinjiang et de la Mongolie. Le sommet s'élève à 4 374 mètres d'altitude dans la chaîne de l'Altaï,, dont il est le deuxième plus haut sommet après le mont Béloukha (4 506 m) situé une centaine de kilomètres au nord-ouest, et constitue le point culminant de la Mongolie. Il a une hauteur de culminance de 2 342 mètres. La montagne est constamment enneigée.

## Histoire
La première ascension du Kujten Uul pourrait avoir été effectuée par une expédition polonaise en 1963. En 2006, le président mongol Nambaryn Enkhbayar effectue l'ascension et décide de rebaptiser le sommet Ikh Mongol, mais ce nouveau nom n'entre jamais dans les usages.

## Activités
La voie normale pour accéder au sommet démarre au camp de base du glacier Potanine, le plus vaste de Mongolie, à 3 100 mètres d'altitude puis emprunte le versant et l'arête nord (pente de 30°). Il existe d'autres itinéraires par la paroi de 2 000 mètres de hauteur sur le versant sud (pente de 30 à 40°) ou par l'arête sud-est (passages à 50° et plus).
Le Kujten Uul est protégé depuis 1996 au sein du parc national d'Altaï Tavan Bogd.